# Senecio andinus
Senecio andinus là một loài thực vật có hoa trong họ Cúc. Loài này được H.Buek miêu tả khoa học đầu tiên năm 1840.